# Parydra hamata
Parydra hamata är en tvåvingeart som beskrevs av Clausen och Cook 1971. Parydra hamata ingår i släktet Parydra och familjen vattenflugor.
Artens utbredningsområde är Kalifornien. Inga underarter finns listade i Catalogue of Life.